# ラ・グラシオーサ島
ラ・グラシオーサ島（スペイン語: Isla de La Graciosa, 発音 [la ɣɾaˈθjosa]）は、アフリカ大陸沖合の北大西洋に浮かぶカナリア諸島の火山島（有人島）。スペイン・カナリア諸島州ラス・パルマス県に属する。島名はスペイン語で「優雅な」（英語: Glaceful）という意味を持つ。2013年の人口は681人。うち679人が中心地のカレータ・デ・セボに住む。

## 地理
ランサローテ島の2km北にあり、ランサローテ島やアレグランサ島（無人島）などとともにチニホ群島を構成する。ランサローテ島との間はエル・リオ海峡と呼ばれている。地学的にはカナリア・ホットスポットの一部であり、チニホ自然公園の一部でもある。アレグランサ島などとともに、ランサローテ島にあるテギセの自治体域に含まれる。島内には2つの集落があり、ランサローテ島にもっとも近い島の南東端にカレータ・デル・セボの集落が、夏季専用滞在地として島の東端にペドロ・バルバの別荘地がある。2015年にこの島を含むチニホ群島はランサローテ島と共にユネスコ世界ジオパークに指定される。
ラ・グラシオーサ島は極度に乾燥しており、赤茶色の土壌とわずかな茂みで構成されている。長さは約8km、幅は約4kmであり、面積は29km2である。島内に自然の水源はなく、2001年からはランサローテ島から脱塩した水が直接パイプ輸送されている。

### 山
島内にはいくつかの孤立した山がある。最高峰は標高266mのアグハス・グランデスであり、2番目に高い山は標高228mのアグハス・チカスである。島の南西端にあるコシーナ海岸はよく知られている。カレータ・デル・セボから北西端まで島を横断し、5.2kmの距離にはコンチャス海岸がある。

ランサローテ島から撮影したラ・グラシオーサ島のパノラマ写真

- アグハス・グランデス(266m)
- アグハス・チカス(228m)
- モホン山(188m)
- アマリーリャ山(172m)
- ベルメハ山(157m)

## 施設

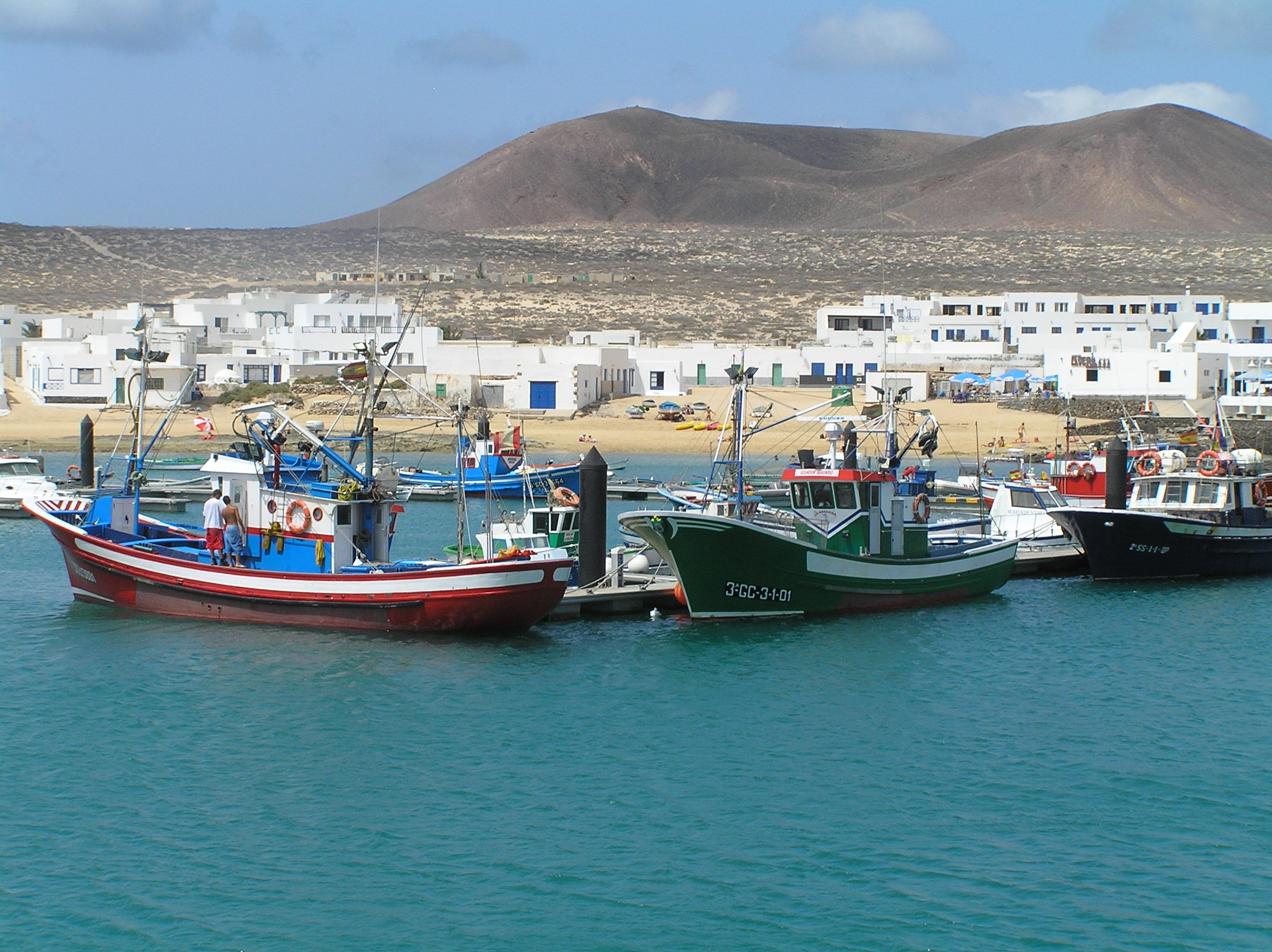
カレータ・デル・セボの港

人口は約700人であり、主要な産業は観光業と漁業である。穏やかな気候と砂浜が形成された火山海岸のために毎年多くの観光客が集まる。学校、文化会館、郵便局、スーパー、診療所、薬局、バンキア（銀行）の支店があるが、バンキアの支店は2013年9月に閉鎖されかけた。さらには港、ビーチ、バル兼レストラン、広場がある。
ラ・グラシオーサ島の通りや道路は未舗装路である。自動車の乗り入れは固く禁じられており、特別な目的のために許可された数台に制限されている。ランサローテ島北端のオルソーラからラ・グラシオーサ島行きのフェリーが出ており、約35分で到着する。カレータ・デル・セボの西端にあるサラード海岸にはキャンプ場がある。

## 人口
| ラ・グラシオーサ島の人口推移 2000－2014                 |
|                                                         |
| 出典:INE（スペイン国立統計局）1900年 - 1991年、1996年 - |

## 文献
- R. Pott, J. Hüppe, W. Wildpret de la Torre, Die Kanarischen Inseln. Natur- und Kulturlandschaften, Ulmer Eugen Verlag, 2003, ISBN 9783800132843

座標: 北緯29度15分00秒 西経13度30分29秒 / 北緯29.250度 西経13.508度